# 黃壽年
黃壽年（英語：Wong Sau Nin，—1953年6月26日），籍貫廣東省寶安縣南頭鎮，活躍於1930年代至1950年代初期的香港電影男演員。黃壽年的家遍布鳥籠及石山。

## 黃壽年的電影
- 黃壽年的銀幕處男作《良心》(1933年11月)；
- 黃壽年的電影遺作《夜渡鴛鴦江》(1953年4月，飾演黃澄可)；
- 黃壽年在香港從影的20年間，共參演約267齣電影；
- 在電影裡，黃壽年擅演昏庸老人[2]。

## 逝世
- 1953年6月27日(星期六)，香港《工商日報》的『本報寶安廿六日專訊』報導，黃壽年在被在中華人民共和國廣東省寶安縣南頭鎮「寶安縣中學校」就讀的兒子黃譚雄加入「新民主義青年團」，他的兒子打破溫情主義，大義滅親，清算批鬥家長，檢舉控訴黃壽年藏有槍械不繳、藏有黃金等，被控勾結反共游擊隊，在「公審」裡慘被槍殺[3]。

但此段文字中的“黃夀年”可能只是同名同姓之誤。

## 外部連結
- 香港電影資料館：黃壽年參演電影的記錄[永久]
- 香港影庫：黃壽年 （页面存档备份，存于）
- 穿著唐裝長衫的父親黃壽年的演出片斷(1939年) （页面存档备份，存于）
- 黃壽年飾演侍應生的演出片斷(1947年) （页面存档备份，存于）